# PubMed
PubMed е безплатна библиографска база данни в областта на науките за живота и медицината. Създадена е и се поддържа в държавния Национален център за биотехнологична информация на САЩ в Бетезда, щата Мериленд.
Базата данни е пусната през януари 1996 г. Съдържа библиографски списък на огромно количество научни статии, публикувани в тези области от 50-те години на XX век, а понякога и стари статии, на много езици.
Всеки запис в PubMed включва името на статията, името на автора, датата на публикуване, заглавието на списанието, броя, страницата, списък с теми в нея (MeSH) и извлечение – статии, публикувани след 1969 г. Самите статии не са в базата данни, но ако статията е публикувана в електронно списание, се свързва онлайн със съхраняващата я базата данни.